# Franz-Josef Wagner (Aktivist)
Franz-Josef Wagner (* 3. Juni 1955 in Mandern) ist ein deutscher Psychiatrieerfahrenen-Aktivist.

## Leben
Wagner studierte von 1976 bis 1980 Maschinenbau an der FH und von 1981 bis 1985 Wirtschafts- und Sozialwissenschaften an der Universität Köln. Er war von 1984 bis 1991 verheiratet und hat aus dieser Ehe zwei Kinder.
Seit 1989 ist er Psychiatrieerfahrener. 1996 bis 2012 war er Vorstandsmitglied im Bundesverband Psychiatrie-Erfahrener. Seit 1998 ist Wagner Erster Vorsitzender des Landesverbandes Psychiatrieerfahrener Rheinland-Pfalz (LVPE RLP) und Zweiter Vorsitzender des Psychiatriebeirates der Stadt Trier. Seit dem Jahr 2000 tritt er mit Vorträgen und Publikationen zur Selbsthilfe, Recovery, Empowerment usw. für psychisch kranke Menschen an die Öffentlichkeit und arbeitet an Projekten der Aktion Psychisch Kranke mit. 2006 wurde er ferner Vorstandsmitglied der Bundesarbeitsgemeinschaft Gemeindepsychiatrie Verbünde und 2012 Beirat der Bundesarbeitsgemeinschaft der Freien Wohlfahrtspflege. Seit Oktober 2013 ist Wagner als Peer-Berater in der Rheinhessen-Fachklinik Alzey tätig. Er engagiert sich ferner als Mitglied in der Grindelwald Initiative, im Institut personenzentrierte Hilfe Fulda, im Projekt Versorgung psychisch kranker Kinder und Jugendlicher in Deutschland und im World Psychiatric Association Congress. Wagner ist ferner Mitherausgeber der Fach- bzw. Vereinszeitschrift Leuchtfeuer des LVPE RLP. 2016 begründete er das NetzG e.V. mit (Bundesnetzwerk Selbsthilfe seelische Gesundheit) und wurde 2017 zum Vorsitzenden des „Landesnetzwerks Selbsthilfe seelische Gesundheit in Rheinland-Pfalz“ (NetzG-RLP e.V.) gewählt.

## Auszeichnungen
- 2015: Brückenpreis des Landes Rheinland-Pfalz für „Bürgerschaftliches Engagement gegen soziale Benachteiligung, Ausgrenzung und Diskriminierung“ (für das „Landesnetzwerk Selbsthilfe seelische Gesundheit in Rheinland-Pfalz“ NetzG-RLP e.V.)

## Autobiographie
- Franz-Josef Wagner / Cornelia Schäfer, Hinfallen, Aufstehen, Weitergehen. Recovery durch Selbsthilfe, Paranusverlag, Köln 2024, ISBN 978-3-96605-226-9

## Veröffentlichungen
- Psychisch Kranke gehen in die Offensive, in: PsychPflege 5 (1999)
- Wie konnte ich wieder selbstbestimmt leben? in: Kerbe 1 (2008)
- Liebe, Lust, Leidenschaft und Schizophrenie – Ein anderes Erklärungsmodell, in: PsychPflege 14 (2008)
- Individuelle und ökonomische Bedeutung der Sekundärprävention bei Schizophrenie, in: PsychPflege 15 (2009)
- Mein Leben in Balance mit der Gesellschaft, in: PsychPflege 15 (2009)
- Behandlungsvereinbarungen machen Sinn, in: praxis*wissen psychosozial 18 (20014)
- Wandern – Alternative zur pharmakologischen Therapie, in: praxis*wissen psychosozial 14 (2013)
- Psychosoziale Ebene häufig vernachlässigt – soziale Beziehungen sind notwendig, in: praxis*wissen psychosozial 6 (2011)
- Erfahrungsbericht eines Psychiatrie-Erfahrenen zur Inklusion, in: Neurotransmitter S2 26 (2015)
- Zwang und Gewalt in der Psychiatrie reduzieren, vermeiden, verhindern, bestrafen (gemeinsam mit Bruno Hemkendreis, Peter Lehmann und Eckart Wähner), in: Psychiatrische Pflege, 1. Jg. (2016), Nr. 6, S. 31–35

Als Mitherausgeber
- Leuchtfeuer. 1998 ff., ISSN 2509-789X
- Hilde Schädle-Deininger / Reinhard Peukert / Franz-Josef Wagner (Hg.): Trialogisches Miteinander – Chance, voneinander zu lernen. . Zum Gedenken an Klaus Laupichler. 2016, ISBN 978-3-88414-664-4.
- Franz-Josef Wagner / Carsten Hoffmann / Hans-Winfried Krolla / Erwin Feider / Frank Rettweiler (Hg.): Patientenrechte in der Psychiatrie – Theorie und Wirklichkeit. 2016, ISSN 2510-0262
- Franz-Josef Wagner / Cornelia Schäfer (Hg.): Hinfallen, Aufstehen, Weitergehen – Recovery durch Selbsthilfe. 2024, ISBN  978-3-96605-226-9